# کی بویل
کی بویل (۱۹ فوریه ۱۹۰۲–۲۷ دسامبر ۱۹۹۲) رمان‌نویس آمریکایی، نویسنده داستان‌نویس کوتاه، مربی و فعال سیاسی بود. او یک برنده جایزه گوگنهایم و برنده جایزه ا. هنری بود. در نیویورک و در سال ۱۳۵۴ (۱۹۷۶) بویل به همراه رضا براهنی رئیس «کمیته برای آزادی هنر و اندیشه در ایران (CAIFI)» به عنوان بخشی از «حزب کارگران سوسیالیست» بود.

## سال‌های اول
نوه ناشر، بویل در سنت پاول، مینه سوتا متولد شد و در چندین شهر اما به‌طور عمده در سینسیناتی، اوهایو بزرگ شد. پدر او، هوارد پترسون بویل، وکیل بود، اما بیشترین تأثیر او از طرف مادرش کاترین ایوانز، یک فعال ادبی و اجتماعی حاصل شد که معتقد بود ثروتمندان وظیفه دارند کمک مالی به افراد کم برخوردار داشته باشند. وی طرفدار ممنوعیت سلاح‌های هسته ای و خروج آمریکا از جنگ ویتنام بود.
بویل در مدرسه خصوصی شیپلی در براین ماور، پنسیلوانیا تحصیل کرد، سپس در مؤسسه مکانیک اوهایو در سینسیناتی در رشته معماری به تحصیلات خود ادامه داد. وی که به هنر علاقه‌مند بود، ویولن را در هنرستان موسیقی سینسیناتی قبل از اقامت در شهر نیویورک در سال ۱۹۲۲ آموخت و در آنجا با یک مجله کوچک به عنوان نویسنده / ویراستار همکاری کرد.

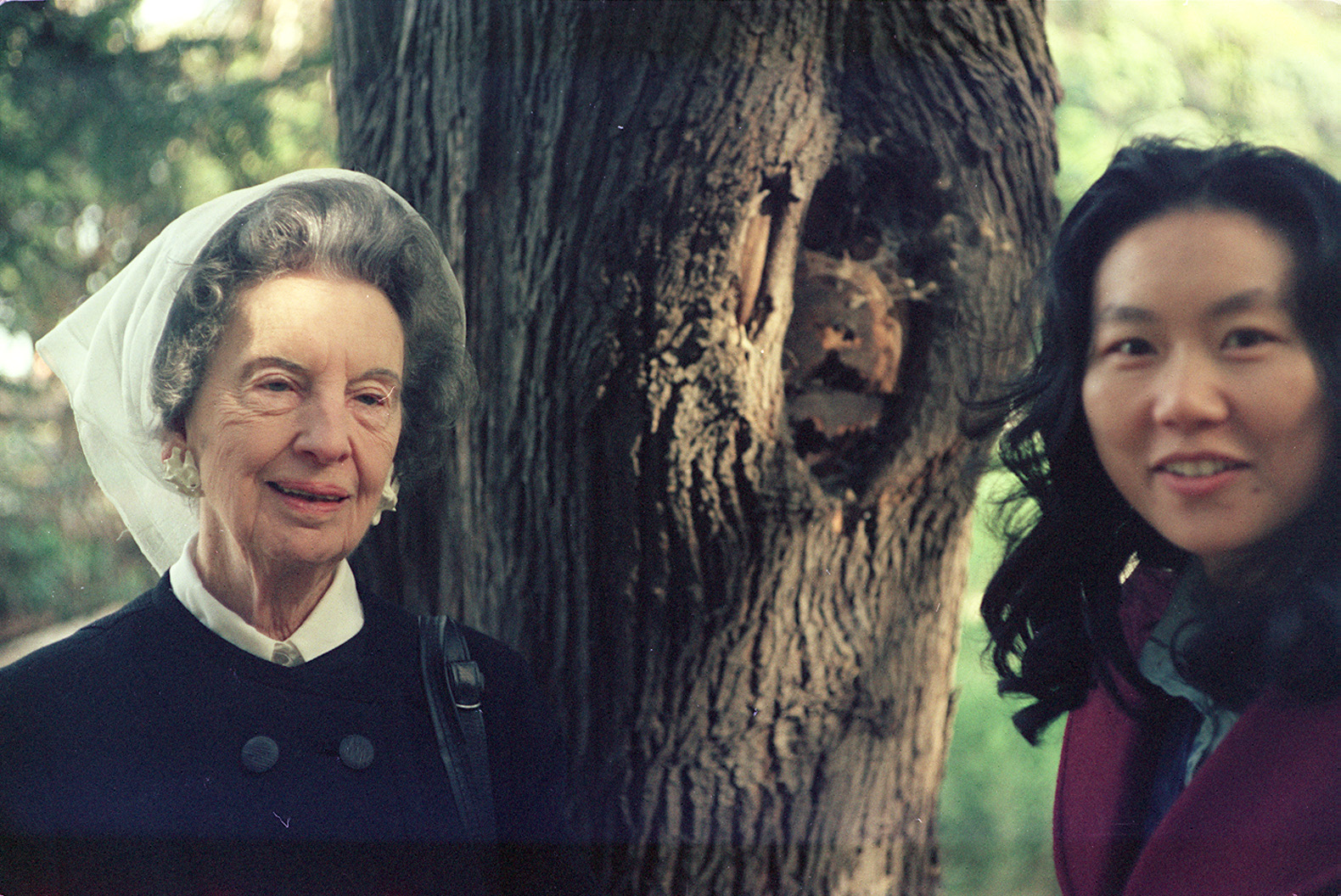
کی بویل با مورخ Bay Bay Connie Young Yu در سانفرانسیسکو، ۱۹۷۶.

سالهای بعد او به شدت درگیر فعالیت سیاسی شد. او در سال ۱۹۶۶ به عنوان عضوی از مأموریت جستجوی واقعیت «آمریکایی‌ها می‌خواهد بدانند» به کامبوج سفر کرد. وی در اعتراضات متعددی شرکت کرد و در سال ۱۹۶۷ دو بار دستگیر و زندانی شد. در سال ۱۹۶۸ او قول داد که در اعتراض به جنگ ویتنام، از پرداخت مالیات خودداری کند.
در نیویورک و در سال ۱۳۵۴ (۱۹۷۶) او به همراه رضا براهنی رئیس «کمیته برای آزادی هنر و اندیشه در ایران (CAIFI)» به عنوان بخشی از «حزب کارگران سوسیالیست»، حزبی تحت تاثیر از تروتسکیسم بود. کمیته مربوطه توانسته بود در خارج از ایران مجموعه‌ای از تأثیرگذارترین و مهم‌ترین بیانیه‌های نهادهای حقوق بشری را با امضای چهره‌های مهم بین‌المللی برای فشاری بی‌سابقه به حکومت پهلوی صادر کند.
در سالهای بعد، وی حامی فعال عفو بین‌الملل شد و برای انجمن ملی پیشرفت رنگین‌پوستان کار کرد. پس از بازنشستگی از کالج دولتی سانفرانسیسکو، بویل برای مدت کوتاهی چندین موقعیت در محل اقامت نویسنده برگزار کرد، از جمله در دانشگاه واشینگتن شرقی در چنی و دانشگاه اورگان در یوجین. 
بویل در یک خانه سالمندان در ، کالیفرنیا در ۲۷ دسامبر ۱۹۹۲ درگذشت.
کی بویل در طول عمر خود بیش از ۴۰ کتاب منتشر کرد که شامل ۱۴ رمان، هشت جلد شعر، ۱۱ مجموعه داستان کوتاه، سه کتاب کودک و ترجمه مقاله‌های فرانسوی به انگلیسی بود. بیشتر مقالات و دستنوشته‌های وی در کتابخانه موریس در دانشگاه ایلینویز جنوبی در کاربوندیل، ایلینویز قرار دارند. کتابخانه موریس دارای مجموعه روبی کوهن از نامه‌های کی بویل و مجموعه آلیس ال کاهلر از نامه‌های کی بویل است. یک ارزیابی جامع از زندگی و کار بویل در سال ۱۹۸۶ با عنوان کی بویل، هنرمند و فعال توسط Sandra Whipple Spanier منتشر شد. در سال ۱۹۹۴ جو ملن زندگینامه ای گسترده ازاو به نام «کی بویلنویسنده خودش» منتشر کرد.

## کتابشناسی

### رمان‌ها
- فرایند (نوشته شده در سال ۱۹۲۵ ، منتشر نشده تا سال ۲۰۰۱)
- گرفتار بلبل (۱۹۳۱)
- سال قبل از آخرین (۱۹۳۲)
- آقایان، من به صورت خصوصی به شما خطاب می‌کنم (۱۹۳۳)
- عروس بعدی من (۱۹۳۴)
- مرگ مرد (۱۹۳۶)
- غروب زرد (بتینا بدول) (نگارنده) (1937)[۱۰]
- دوشنبه شب (۱۹۳۸)
- شکارچی دیوانه: سه رمان کوتاه (شکارچی دیوانه، بدن عروس و کمانچه بزرگ) (۱۹۴۰)
- آغازگر مبارزه (۱۹۴۲)
- بهمن (۱۹۴۴)
- یک فرانسوی باید بمیرد (۱۹۴۶)
- ۱۹۳۹ (۱۹۴۸)
- اعلیحضرت وی (۱۹۴۹)،
- مرغ دریایی در مرحله (۱۹۵۵)
- سه رمان کوتاه (شکارچی دیوانه، بدن عروس، تصمیم) (۱۹۵۸)
- نسل بدون وداع (۱۹۶۰)
- زن زیرزمینی (۱۹۷۵)
- شب زمستان (۱۹۹۳)

### مجموعه داستان
- داستانهای کوتاه (۱۹۲۹)
- روز عروسی و داستانهای دیگر (۱۹۳۰)
- عشق اول و داستانهای دیگر (۱۹۳۳)
- اسب سفید وین (۱۹۳۵) برنده جایزه O. Henry
- همسر ستاره‌شناس (۱۹۳۶)
- شکست (۱۹۴۱)، برنده جایزه O. Henry
- سی داستان (۱۹۴۶)
- The Smoking Mountain: داستانهای آلمان پس از جنگ (۱۹۵۱)
- هیچ چیز هرگز جز قلب نمی‌شکند (۱۹۶۶)
- پنجاه داستان (۱۹۸۰)
- زندگی بهترین و داستان‌های دیگر (۱۹۸۸)

### نوجوان
- جوانترین شتر (۱۹۳۹)، نسخه تجدید نظر شده منتشر شده به عنوان جوانترین شتر: تجدید نظر شده و بازنویسی (۱۹۵۹)
- پینی، گربه ای که دوست داشت بخوابد (۱۹۶۶)
- پینی در پارس (۱۹۶۸)

### مجموعه‌های شعر
- بیانیه ای (۱۹۳۲)
- یک روز شاد (۱۹۳۸)
- شهروند آمریکایی: در لیدویل طبیعی شده‌است (۱۹۴۴)
- اشعار جمع‌آوری شده (۱۹۶۲)
- گمشده سگهای پنوم پن (۱۹۶۸)
- عهد برای دانش آموزان من و اشعار دیگر (۱۹۷۰)
- شعری برای اول فوریه (۱۹۷۵)
- این نامه و شعرهای دیگر نیست (۱۹۸۵)
- مجموعه اشعار کی بویل (انتشارات مس کانیون، ۱۹۹۱)

### غیر داستانی
- روابط و عوارض. یادآوری‌های HH The Dayang Muda of Sarawak. (1929)، پیش. توسط TP اوکانر (گلادیس میلتون بروک) (نوشته شده توسط ارواح)[۱۰]
- شکستن سکوت: چرا یک مادر به پسرش دربارهٔ دوران نازی‌ها می‌گوید (۱۹۶۲)
- آخرین حاشیه جهان در «سریال چرا کار کنیم» (۱۹۶۶)
- با هم نابغه بودن، ۱۹۲۰–۱۹۳۰ (۱۹۶۸؛ با رابرت مک المون)
- شب زمستان و گفتگو با نویسنده در صداهای جدید در داستان‌های آمریکایی (۱۹۶۹)
- پیاده‌روی طولانی در ایالت سانفرانسیسکو و مقالات دیگر (۱۹۷۰)
- چهار چشم‌انداز آمریکا (۱۹۷۷؛ با دیگران)
- کلماتی که باید به نوعی گفته شود (ویرایش شده توسط الیزابت بل؛ ۱۹۸۵)